# Relaciones España-Haití
Las relaciones España-Haití son los vínculos bilaterales entre estos dos países. 

## Relaciones históricas
El 17 de diciembre de 1492 Cristóbal Colón llegó a La Española, parte de las que serían luego llamadas Antillas Mayores, y la isla pasó a formar parte del Imperio español. Antes de la llegada de los españoles, estaba habitada por las etnias arawak, caribes y taínos.
A comienzos del siglo XVII, debido al auge que había adquirido el comercio informal de los colonos criollos de la isla y que iba en contra del monopolio que pretendía la metrópoli, el gobernador español Antonio de Osorio ordenó entre 1605 y 1606 la despoblación de la zona central y oeste de la isla con el fin de frenar esa práctica. Con el tiempo, en las zonas despobladas de la parte oeste se fueron asentando los bucaneros, hombres que vivían de la caza de reses y cerdos cimarrones, el comercio de pieles y el cultivo de tabaco, así como los filibusteros, ambos de origen francés. Primero ocuparon la Isla de la Tortuga y más tarde estos poblamientos determinaron que la parte occidental de la isla fuera reclamada por Francia. En 1697, España cedió a Francia esa parte de la isla por el Tratado de Ryswick, constituyéndose el Saint Domingue francés.

## Relaciones diplomáticas

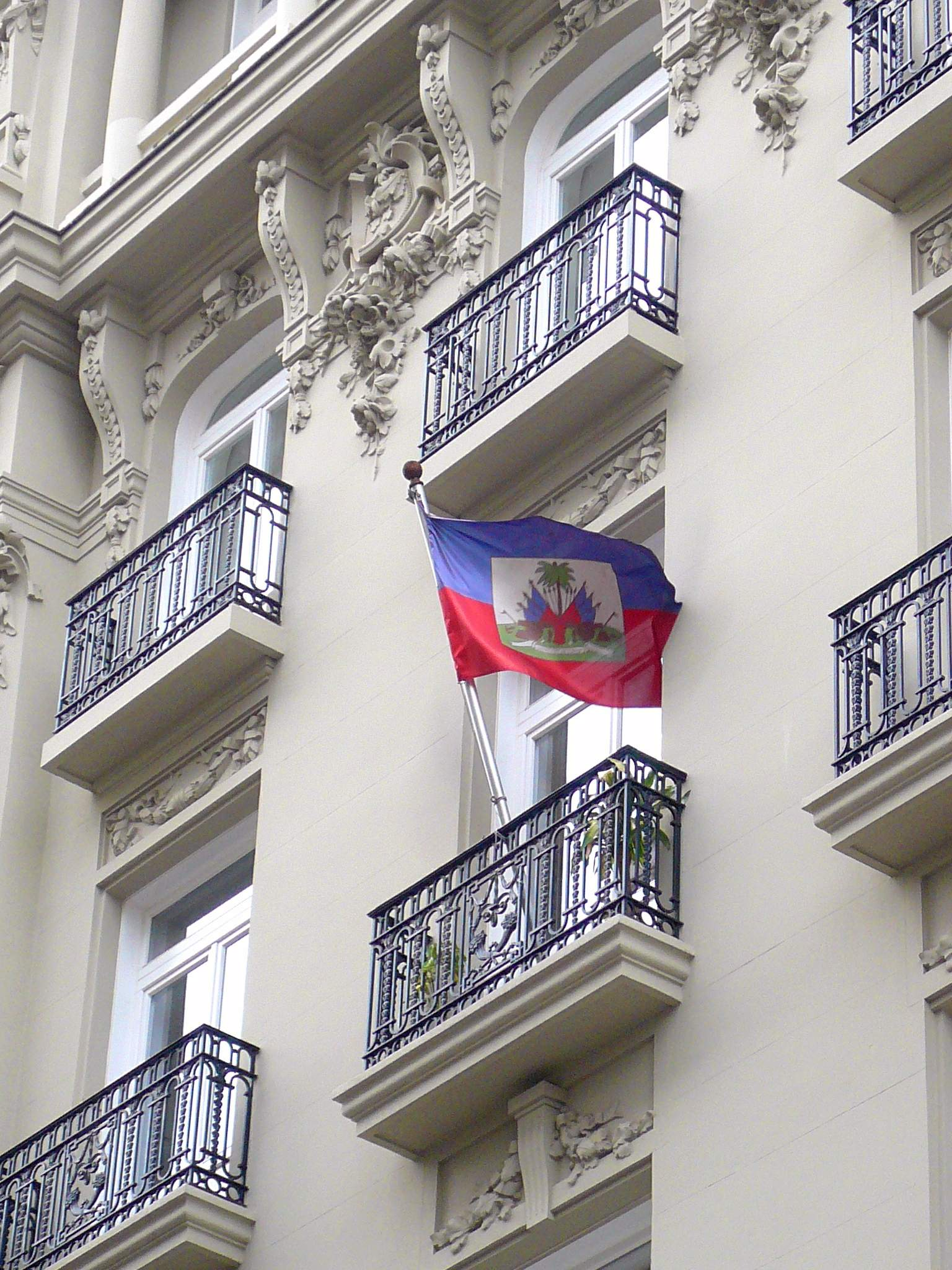
Embajada de Haití en Madrid

Las relaciones bilaterales entre España y Haití son, y han sido a lo largo de todo el siglo XX, muy buenas. Haití reconoció al Gobierno del general Franco el 1 de abril de 1939. En diciembre de 1946, al igual que la casi totalidad de los países que tenían relación con España, retiró su embajador de Madrid en cumplimiento de la Resolución de las Naciones Unidas de 13 de diciembre de 1946. No obstante, el 6 de octubre de 1949, todavía vigente dicha recomendación, la República de Haití restableció su representación diplomática en España. En 1951 España estableció su Embajada en Haití, y, desde entonces, han existido estrechas relaciones bilaterales entre los dos países.

## Relaciones económica
En los últimos dos años, animadas por los contratos licitados por el Gobierno haitiano con fondos internacionales, han llegado a Haití varias empresas españolas de ingeniería, construcción y arquitectura. Asimismo tres cadenas hoteleras españolas han desarrollado proyectos a pequeña escala como primera toma de contacto con el sector turístico haitiano.
Aunque el país no cuenta con un mercado interior interesante (10 millones de habitantes de los cuales el 80% vive bajo el umbral de la pobreza) Haití se presenta como una plataforma para la exportación a otros países de la zona, incluyendo los EE. UU., y sobre todo para los productos textiles. La importación de productos de construcción es otro sector que podaría resultar atractivo para los exportadores españoles.

## Cooperación
La cooperación española se vio reforzada tras el seísmo de 2010, alcanzando la cifra de 346 millones de € en los siguientes tres años. Según lo acordado con el Gobierno haitiano, los sectores prioritarios de actuación son: Agua y Saneamiento, Educación, Sector productivo, y Desarrollo Rural y Lucha contra el Hambre. Por lo que respecta a las prioridades geográficas la Cooperación Española centra sus intervenciones en el Departamento del Oeste (donde se incluye a Puerto Príncipe), Centro y Sudeste.

## Visitas oficiales
Entre 2008 y 2012 varias autoridades españolas han realizado visitas a Haití. Entre ellas cabe destacar a su Majestad la Reina de España en 2009 y en
octubre de 2011, la Sra. Vicepresidenta Primera del Gobierno María Teresa Fernández de la Vega en 2009 y en 2010, el ministro de Asuntos Exteriores y de Cooperación Miguel Ángel Moratinos en 2008 y la ministra de Defensa Carme Chacón en 2010. Hay que citar varias visitas de Secretarios de Estado, como los de Iberoamérica, el de Cooperación Internacional y el de Política de Defensa. Por último cabe añadir la visita realizada en mayo de 2012 por el director de la AECID y la visita del Secretario de Estado de Cooperación Internacional y para Iberoamérica, Jesús Gracia, en febrero de este año.
Por parte haitiana cabe señalar que el presidente Michel Martelly ha visitado en dos ocasiones España en calidad de Jefe de Estado. El primer viaje lo realizó en julio de 2011 y el segundo en noviembre de 2012, cuando asistió a la Cumbre Iberoamericana de Cádiz, en la que Haití participó por primera vez en calidad de observador. A principios de 2014, la ministra de turismo, Stephanie Balmir Villedroin, visitó España en el marco de FITUR 2014 para promocionar Haití como destino turístico.

## Misiones diplomáticas residentes
- España tiene una embajada en Puerto Príncipe.[5]
- Haití tiene una embajada en Madrid.